# 張炳玲
张炳玲，香港资深新闻从业者，战地女记者，前香港记者协会主席，是香港和两岸三地为数不多的战地女记者，也是香港著名的国际观察家和时事评论员。
从事新闻采访工作20多年，曾亲身经历1989年的北京戒严和六四事件、1995年的波斯尼亚战争、1999年的科索沃危机以及北约轰炸南联盟、1999年的台湾921大地震、2000年东帝汶独立、2001年美国911事件、2003年SARS非典型肺炎、2008年四川地震和北京奥运等，是为数不多的香港和两岸华语世界的国际战地女记者，与张翠容、闾丘露薇、周轶君等香港战地女记者并称为“战地玫瑰”和“香江战地女英雌”。
2000年担任香港记者协会主席。2011年，张炳玲受邀返回中国大陆，开办创意文化杂志《Artech》，并担任内地文化创意展览馆“大石馆”的策展人，致力激活香港、北京、上海和广州的创意文化产业。

## 简介
张炳玲于1980年代末毕业于哥本哈根大学（University of Copenhagen），其后返回香港，担任香港《新报》记者。
1989年5月，张炳玲被派到北京，亲身现场报道北京戒严。6月3日晚，张炳玲在北京木樨地亲眼见证军车冲向人群、解放军向民众开枪、军队开进天安门广场的情况。张炳玲及后回忆，当年军队在木樨地开始开枪，击退阻截的民众，血流成河，而不少北京民众当年自发组成“敢死队”保护香港和外国记者的报道，不少北京民众为保护张炳玲的采访拍摄，牺牲自己。1989年6月4日早晨，张炳玲更连同多家国际媒体，于北京饭店16楼住房拍下震撼世界的“坦克人”新闻摄影作品，震撼世界，“坦克人”这帧新闻摄影作品更成为“六四事件”的标记照片。及后，张炳玲一直致力为身处香港和海外的民运人士争取回国，并担任“我要回家”活动的义务总干事，亲身与北京中央政府的官员沟通，为民运人士争取回乡证和中国签证。张炳玲更亲力亲为，每年为香港维多利亚公园的六四烛光晚会出钱出力，并撰写多篇文章，希望香港和内地的新生代勿忘历史。
1995年加入香港《明报周刊》，是年波斯尼亚战争爆发，张炳玲第一次踏上战场，成为一名华人战地女记者。其后的科索沃危机，在多年的战地采访中以华语媒体发放了多篇震撼报道。
1990年代末，张炳玲抵达北极，报道全球暖化导致的冰川融化危机 （页面存档备份，存于）。也出版采访记录《人物现场》一书。
2000年，张炳玲担任香港记者协会主席，开始为香港新闻从业人员争取权益，也捍卫香港新闻的独立报道。张炳玲曾发表多篇评论，指责内地政府以“温水煮青蛙”等手法，通过笼络香港媒体老板来赤化香港新闻报道的尊严。2003年，张炳玲更发起香港新闻从业员反对基本法二十三条理发的大游行。
2011年，张炳玲受邀开办集文化艺术、建筑、创意于一体的独立杂志《Artech》，并担任内地文化创意展览馆“大石馆”的策展人，举办多场文化沙龙和创意展览，致力激活香港、北京、上海和广州的创意文化产业。

## 出版物
- 《人物現場》